# Altine Emini

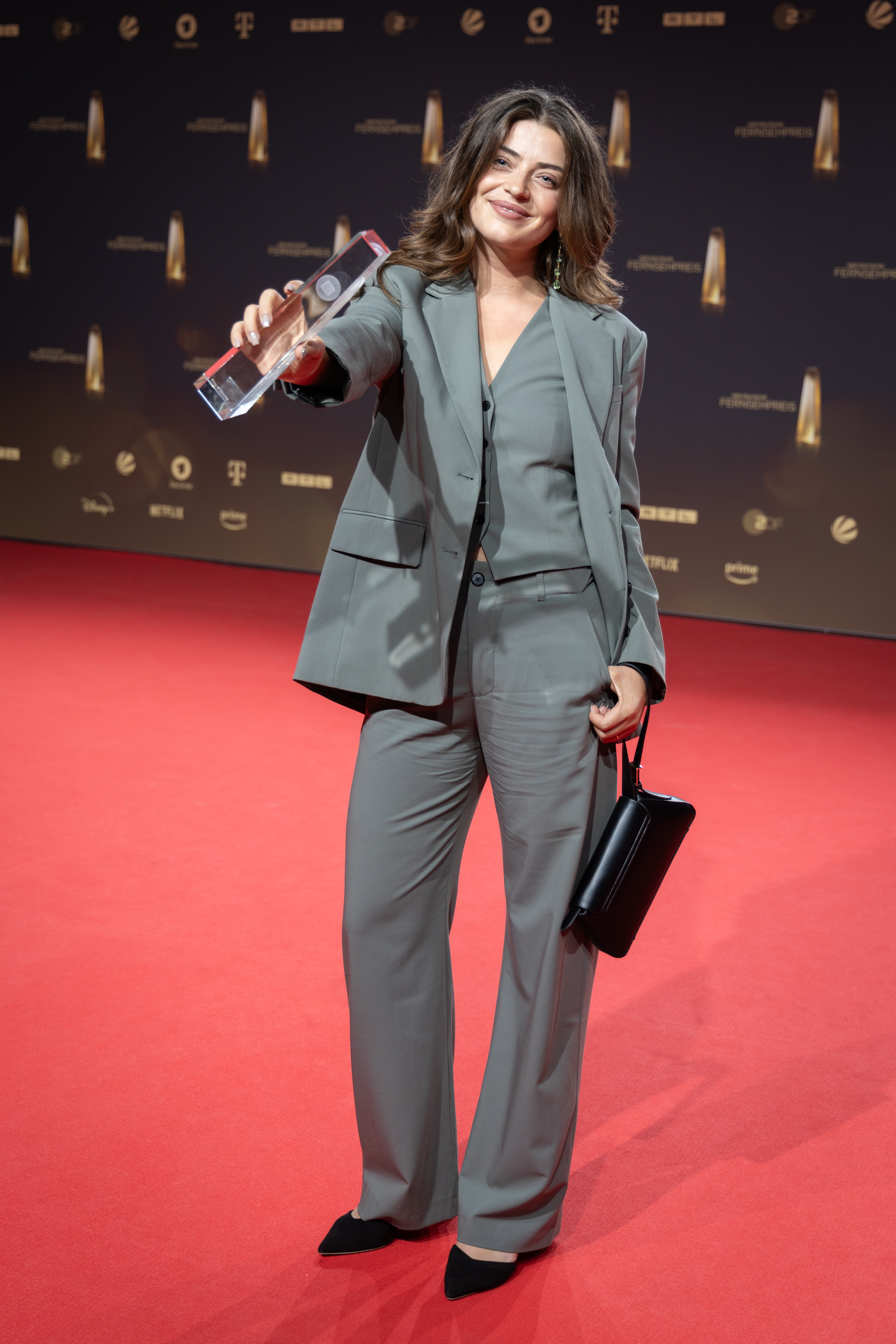
Altine Emini beim Deutschen Fernsehpreis 2023

Altine Emini (* 24. Februar 1994 in Skënderaj, Kosovo) ist eine deutsche Schauspielerin und Hörspielsprecherin.

## Leben
Altine Emini flüchtete während des Kosovokrieges mit ihrer Familie nach Deutschland. Als eines von sieben Kindern verbrachte sie nach mehreren Aufenthalten in Flüchtlingsheimen den Großteil ihrer Kindheit und Jugend im Duisburger Stadtteil Marxloh.
In ihrer Grundschulzeit widmete Emini sich der Schauspielkunst. 2013 absolvierte sie ihr Abitur am Elly-Heuss-Knapp-Gymnasium Duisburg und begann im Folgejahr ihr Schauspielstudium an der staatlichen Hochschule für Musik und Darstellende Kunst Frankfurt am Main. Während ihres Studiums war sie Stipendiatin der Heinrich-Böll-Stiftung. Aufgrund ihres ersten Festengagements am Schauspiel Frankfurt ab August 2017 verließ sie vorzeitig die Schauspielschule.

## Filmographie (Auswahl)
- 2018: Großstadtrevier – Auge um Auge
- 2020: Tatort: Die Ferien des Monsieur Murot
- 2020: Ein Schritt zu viel (Fernsehfilm des hr)
- 2020: SOKO Stuttgart – Das Feuermal
- 2020: WaPo Bodensee – Freischwimmer
- 2020: Toubab
- 2022: King of Stonks
- 2022: Kroymann (Satiresendung, Schöne Bescherung)
- 2023: Notruf Hafenkante – Fremde Federn
- 2024: SOKO Köln (Fernsehserie, Folge Die letzte Aktion)
- 2024: Doppelhaushälfte (Fernsehserie, Folge Work-Life-Balance)
- 2024: Player of Ibiza (Fernsehserie)

## Theater (Auswahl)
- Wie es euch gefällt (Schauspiel Frankfurt)
- Die Orestie (Schauspiel Frankfurt)
- 1994 Futuro Al Dente (Schauspiel Frankfurt)
- Eine Frau flieht vor einer Nachricht (Schauspiel Frankfurt)
- Aus Staub (Schauspiel Frankfurt)
- The Nation 1 & 2 (Schauspiel Frankfurt)
- Die Ratten (Schauspiel Frankfurt)
- Klotz am Bein (Schauspiel Frankfurt)
- Das Schloss (Schauspiel Frankfurt)
- Verbrennungen (Schauspiel Frankfurt)
- Birdland (Schauspiel Frankfurt)

## Hörspiele (Auswahl)
- 2017: Mike Brant. Regie: Ulrich Lampen, HR
- 2017: Der Sprung vom Trottoir. Regie: Alexander Schuhmacher, HR (zwei Teile)
- 2018: Eine Hand voller Sterne. Regie: Robert Schoen, HR
- 2018: Dreizehn. Regie: Marlene Breuer, HR
- 2018: Eine Hand voller Sterne. Regie: Robert Schoen, HR
- 2018: Leopoldpark. Regie: Wederik De Backer, Lucas Derycke, WDR
- 2018: Märchen & Verbrechen: Die Brüder Grimm – Akte 02: Vermisst! Wo ist Schneewittchen? Regie: Viviane Koppelmann, HR (zwei Teile)
- 2018: Märchen & Verbrechen: Die Brüder Grimm – Akte 03: Der Wolf oder Das Geiseldrama von Fritzlar. Regie: Viviane Koppelmann, HR (zwei Teile)
- 2018: Die Reise zum ersten Kuss. Regie: Burkhardt Schmidt, HR2
- 2019: LiBeraturpreis 2019 – der Publikumspreis für Weltliteratur für Frauen. Regie: Marlene Breuer, HR2
- 2019: Tödliches Plastik im Meer. Regie: Burkhardt Schmidt, HR2
- 2019: Kicheritis. Regie: Robert Schoen, HR2
- 2019: Ellbogen. Regie: Kirstin Petri, SWR/SRF